# Empoli Football Club 1993-1994
Questa voce raccoglie le informazioni riguardanti l'Empoli Football Club nelle competizioni ufficiali della stagione 1993-1994.

## Stagione
Nella stagione 1993-1994 l'Empoli disputa il campionato di Serie C1, raccoglie 32 punti e si salva disputando i primi playout, superando l'Alessandria. In questa stagione nella terza serie del calcio italiano si fanno esperimenti. La vittoria viene pagata 3 punti in classifica. Le prime salgono di categoria, le ultime retrocedono in Serie C2 ed in Serie D. Le altre promozioni passano dai playoff, le altre retrocessioni sono determinate dai playout. L'Empoli ha disputato un campionato travagliato, cambiando tre volte l'allenatore, ma conseguendo l'obiettivo di mantenere la Serie C1, proprio inaugurando i playout. Comunque le retrocessioni sono state determinate dalle delibere della CAF, che ha retrocesso d'ufficio Triestina e Mantova, quest'ultima aveva conteso fino al termine del campionato la promozione diretta al Chievo Verona.

## Rosa
| N. |                   | Ruolo | Calciatore            |
| -- | ----------------- | ----- | --------------------- |
|    | Italia (bandiera) | P     | Daniele Balli         |
|    | Italia (bandiera) | P     | Fabrizio Calattini    |
|    | Italia (bandiera) | D     | Davide Barni          |
|    | Italia (bandiera) | D     | Alessandro Birindelli |
|    | Italia (bandiera) | D     | Flavio Destro         |
|    | Italia (bandiera) | D     | Ezio Gelain           |
|    | Italia (bandiera) | D     | Rosario Guarino       |
|    | Italia (bandiera) | D     | Vincenzo Pandullo     |
|    | Italia (bandiera) | C     | Mario Ansaldi         |
|    | Italia (bandiera) | C     | Rossano Bartalucci    |
|    | Italia (bandiera) | C     | Arnaldo De Cresce     |
|    | Italia (bandiera) | C     | Fabrizio Ficini       |

| N. |                   | Ruolo | Calciatore           |
| -- | ----------------- | ----- | -------------------- |
|    | Italia (bandiera) | C     | Fabio Filippi        |
|    | Italia (bandiera) | C     | Flavio Giampieretti  |
|    | Italia (bandiera) | C     | Roberto Marta        |
|    | Italia (bandiera) | C     | Emanuele Masini      |
|    | Italia (bandiera) | C     | Martino Melis        |
|    | Italia (bandiera) | C     | Fabrizio Perrotti    |
|    | Italia (bandiera) | C     | Leonardo Rossi       |
|    | Italia (bandiera) | A     | Massimiliano Benfari |
|    | Italia (bandiera) | A     | Lorenzo Marronaro    |
|    | Italia (bandiera) | A     | Vincenzo Montella    |
|    | Italia (bandiera) | A     | Claudio Pelosi       |
|    | Italia (bandiera) | A     | Tommaso Porfido      |

## Risultati

### Serie C1 girone A

#### Girone di andata
| Arbitro: | Baudo (Torino) |

|              |           |  |
| Bonavita 24’ | Marcatori |  |

| Arbitro: | Vendramin (Castelfranco Veneto) |

|  |           |          |
|  | Marcatori | 40’ Pepe |

| Arbitro: | M. Branzoni (Pavia) |

|                      |           |                      |
| Di Nicola 85’ (rig.) | Marcatori | 21’ (aut.) Fornasier |

| Arbitro: | De Prisco (Nocera Inferiore) |

|                    |           |  |
| Guarino 15’ (aut.) | Marcatori |  |

| Arbitro: | Daneluzzi (Latisana) |

|           |           |  |
| Melis 49’ | Marcatori |  |

| Arbitro: | Calabrese (Avezzano) |

|  |           |          |
|  | Marcatori | 5’ Melis |

| Arbitro: | Nucini (Bergamo) |

|                  |           |                         |
| Marta 64’ (rig.) | Marcatori | 41’ Nitti 62’ S. Protti |

| Arbitro: | Gronda (Genova) |

|              |           |  |
| Campione 14’ | Marcatori |  |

| Arbitro: | Ferrarini (Parma) |

|                       |           |  |
| Porfido 38’ Melis 75’ | Marcatori |  |

| Empoli 14 novembre 1993 10ª giornata | Empoli                     | 0 – 0 | Alessandria | Stadio Carlo Castellani\| Arbitro: \| Alban (Bassano del Grappa) \| |
| Arbitro:                             | Alban (Bassano del Grappa) |       |             |                                                                     |

| Arbitro: | Pisacreta (Salerno) |

|              |           |                             |
| Rizzioli 69’ | Marcatori | 50’ (rig.) Marta 57’ Pelosi |

| Empoli 28 novembre 1993 12ª giornata | Empoli           | 0 – 0 | Massese | Stadio Carlo Castellani\| Arbitro: \| Corda (Cagliari) \| |
| Arbitro:                             | Corda (Cagliari) |       |         |                                                           |

| Arbitro: | Ruggiero (Nocera Inferiore) |

|                                |           |           |
| Bizzarri 8’ (rig.) Mezzini 70’ | Marcatori | 59’ Rossi |

| Arbitro: | Piretti (Ravenna) |

|              |           |              |
| Perrotti 29’ | Marcatori | 90’ Brunetti |

| Arbitro: | Ercolino (Cassino) |

|             |           |               |
| R. Gori 62’ | Marcatori | 32’ De Cresce |

| Arbitro: | Misticoni (Ascoli Piceno) |

|            |           |               |
| Pelosi 78’ | Marcatori | 44’ Mirabelli |

| Arbitro: | Longo (Paola) |

|             |           |  |
| Putelli 36’ | Marcatori |  |

#### Girone di ritorno
| Arbitro: | Freddi (Sassari) |

|             |           |            |
| Benfari 52’ | Marcatori | 59’ Damato |

| Arbitro: | D. Messina (Bergamo) |

|             |           |                    |
| Vecchio 15’ | Marcatori | 79’ (aut.) Vecchio |

| Empoli 6 febbraio 1994 20ª giornata | Empoli              | 0 – 0 | Pistoiese | Stadio Carlo Castellani\| Arbitro: \| Genovese (Avellino) \| |
| Arbitro:                            | Genovese (Avellino) |       |           |                                                              |

| Arbitro: | Gambino (Barletta) |

|                                          |           |             |
| Marta 67’ (rig.) Guarino 73’ Benfari 81’ | Marcatori | 14’ Pacione |

| Arbitro: | Bancale (Latina) |

|                               |           |  |
| F. Fermanelli 13’ (rig.), 76’ | Marcatori |  |

| Arbitro: | Pisacreta (Salerno) |

|           |           |          |
| Marta 28’ | Marcatori | 23’ Lomi |

| Arbitro: | Sorte (Bergamo) |

|             |           |               |
| Picasso 46’ | Marcatori | 25’ Marronaro |

| Empoli 20 marzo 1994 25ª giornata | Empoli             | 0 – 0 | Bologna | Stadio Carlo Castellani\| Arbitro: \| De Santis (Tivoli) \| |
| Arbitro:                          | De Santis (Tivoli) |       |         |                                                             |

| Arbitro: | Casaluci (Lecce) |

|                  |           |  |
| G.L. Savoldi 33’ | Marcatori |  |

| Arbitro: | D'Errico (Frattamaggiore) |

|             |           |  |
| Serioli 65’ | Marcatori |  |

| Arbitro: | Ercolino (Cassino) |

|  |           |             |
|  | Marcatori | 48’ Sottili |

| Arbitro: | Farina (Novi Ligure) |

|                                             |           |                  |
| S. Mariani 31’ (rig.) F. Bresciani 63’, 72’ | Marcatori | 78’ (rig.) Marta |

| Empoli 1º maggio 1994 30ª giornata | Empoli               | 0 – 0 | SPAL | Stadio Carlo Castellani\| Arbitro: \| D. Messina (Bergamo) \| |
| Arbitro:                           | D. Messina (Bergamo) |       |      |                                                               |

| Arbitro: | Rossi (Ciampino) |

|                     |           |  |
| Califano 51’ (rig.) | Marcatori |  |

| Arbitro: | De Prisco (Nocera Inferiore) |

|           |           |                             |
| Rossi 82’ | Marcatori | 3’ Maran 31’ (rig.) R. Gori |

| Arbitro: | Daneluzzi (Latisana) |

|              |           |             |
| Ferrigno 79’ | Marcatori | 65’ Benfari |

| Arbitro: | Acronzio (Teramo) |

|                                        |           |                                 |
| Benfari 8’ Perrotti 12’ Melis 17’, 68’ | Marcatori | 38’ (rig.) Rossi 86’ Mazzaferro |

#### Play-out
| Arbitro: | De Santis (Tivoli) |

|            |           |  |
| Pelosi 52’ | Marcatori |  |

| Alessandria 12 giugno 1994 Ritorno | Alessandria       | 0 – 0 | Empoli | Stadio Giuseppe Moccagatta\| Arbitro: \| Messina (Bergamo) \| |
| Arbitro:                           | Messina (Bergamo) |       |        |                                                               |

### Coppa Italia
| Arbitro: | Stafoggia (Pesaro) |

|                            |           |  |
| Robbiati 57’ Banchelli 68’ | Marcatori |  |

### Coppa Italia Serie C
| Arbitro: | Capozzi (Vicenza) |

|  |           |             |
|  | Marcatori | 62’ Peluffo |

| Arbitro: | Pola (Rovereto) |

|                       |           |               |
| D'Antò 70’ Scalzo 90’ | Marcatori | 38’ De Cresce |

## Statistiche

### Statistiche di squadra
| Competizione         | Punti | In casa | In casa | In casa | In casa | In casa | In casa | In trasferta | In trasferta | In trasferta | In trasferta | In trasferta | In trasferta | Totale | Totale | Totale | Totale | Totale | Totale | DR  |
| Competizione         | Punti | G       | V       | N       | P       | Gf      | Gs      | G            | V            | N            | P            | Gf           | Gs           | G      | V      | N      | P      | Gf     | Gs     | DR  |
| -------------------- | ----- | ------- | ------- | ------- | ------- | ------- | ------- | ------------ | ------------ | ------------ | ------------ | ------------ | ------------ | ------ | ------ | ------ | ------ | ------ | ------ | --- |
| Serie C1             | 32    | 17      | 4       | 9       | 4       | 16      | 13      | 17           | 2            | 5            | 10           | 10           | 20           | 34     | 6      | 14     | 14     | 26     | 33     | -7  |
| Play-out             |       | 1       | 1       | 0       | 0       | 1       | 0       | 1            | 0            | 1            | 0            | 0            | 0            | 2      | 1      | 1      | 0      | 1      | 0      | +1  |
| Coppa Italia         |       | 0       | 0       | 0       | 0       | 0       | 0       | 1            | 0            | 0            | 1            | 0            | 2            | 1      | 0      | 0      | 1      | 0      | 2      | -2  |
| Coppa Italia Serie C |       | 1       | 0       | 0       | 1       | 0       | 1       | 1            | 0            | 0            | 1            | 1            | 2            | 2      | 0      | 0      | 2      | 1      | 3      | -2  |
| Totale               | -     | 19      | 5       | 9       | 5       | 17      | 14      | 20           | 2            | 6            | 12           | 11           | 24           | 39     | 7      | 15     | 17     | 28     | 38     | -10 |

### Andamento in campionato
| Giornata  | 1  | 2  | 3  | 4  | 5  | 6  | 7  | 8  | 9  | 10 | 11 | 12 | 13 | 14 | 15 | 16 | 17 | 18 | 19 | 20 | 21 | 22 | 23 | 24 | 25 | 26 | 27 | 28 | 29 | 30 | 31 | 32 | 33 | 34 |
| --------- | -- | -- | -- | -- | -- | -- | -- | -- | -- | -- | -- | -- | -- | -- | -- | -- | -- | -- | -- | -- | -- | -- | -- | -- | -- | -- | -- | -- | -- | -- | -- | -- | -- | -- |
| Luogo     | T  | C  | T  | T  | C  | T  | C  | T  | C  | C  | T  | C  | T  | C  | T  | C  | T  | C  | T  | C  | C  | T  | C  | T  | C  | T  | T  | C  | T  | C  | T  | C  | T  | C  |
| Risultato | P  | P  | N  | P  | V  | V  | P  | P  | V  | N  | V  | N  | P  | N  | N  | N  | P  | N  | N  | N  | V  | P  | N  | N  | N  | P  | P  | P  | P  | N  | P  | P  | N  | V  |
| Posizione | 15 | 16 | 17 | 17 | 15 | 13 | 15 | 16 | 12 | 13 | 10 | 10 | 12 | 12 | 13 | 14 | 14 | 15 | 15 | 15 | 12 | 13 | 13 | 13 | 13 | 14 | 15 | 15 | 16 | 17 | 17 | 17 | 17 | 17 |

Legenda:

Luogo: C = Casa; T = Trasferta. Risultato: V = Vittoria; N = Pareggio; P = Sconfitta.